# Partit Nacional Frisó
El Partit Nacional Frisó (en frisó Fryske Nasjonale Partij, FNP) és un partit nacionalista fundat el 1962, partidari de la independència de la Frísia neerlandesa i de més reconeixement de la llengua frisona. Tanmateix, és de caràcter possibilista, i gaudeix d'una certa presència institucional al parlament frisó i a alguns ajuntaments, i forma part de l'Aliança Lliure Europea.

## Objectius
Els objectius polítics del FNP són els tradicionals del nacionalisme frisó: defensa de la llengua i cultura frisones, aprofundir en l'autonomia política a través de l'ampliació de les competències als parlaments provincials, incloses l'assumpció dels poders legislatius i financers per part del parlament provincial fins a aconseguir l'estatut d'Estat Federat amb Holanda; ampliació de competències als municipis i elecció directa dels alcaldes. Però, a diferència dels grups nacionalistes frisons de la preguerra, adopta un programa democràtic, liberal-progressista, aconfessional i que en el futur farà concessions a feministes i ecologistes.

## Història
El 1962 un grup d'estudiants i alguns supervivents de la Jongfryske Mienskip, influïts pel federalisme europeu i després d'haver estudiat d'altres moviments nacionalitareis europeus, fundaren el Partit Nacionalista Frisó (FNP), i adoptaren el lema Leaver death as staff (Abans la mort que l'esclavatge), amb vocació inicial d'actuar més com a grup de pressió que no pas presentar-se a les eleccions.
Tot i això, el 1966 es presentaria per primer cop a les eleccions del parlament provincial, i només obtingué el 2,4% dels vots i un diputat, alhora que notà un creixement modest en la seva afiliació i a la llarga uns resultats electorals estables, tot i que el percentatge més alt de vot el va treure sempre a les regions rurals del centre de Frísia, cosa que li provocarà l'obtenció de millors resultats a les eleccions municipals (un 15% dels vots als municipis sud-occidentals) que no pas a les provincials.
El seu creixement li va permetre augmentar fins al 4,5% a les eleccions provincials del 1970 i al 7,4% (el millor resultat de la seva història) a les del 1974. Aquesta fita no la superaria fins al 1999, quan aconseguí el 8,4% dels vots al parlament provincial.
Les concessions culturals del govern dels Països Baixos han desactivat força la capacitat de creixement del FNP, qui després dels bons resultats del 1974 va baixar novament al 4,8% a les eleccions del 1978, pujà una mica al 5,4% a les del 1984 i des d'aleshores es manté estabilitzat (el 6,4% a les del 1991 i el 6,08% a les del 1995) i estancat, tot i que manté certa capacitat per a mobilitzar activament la resta dels partits en defensa dels interessos frisons, com quan el govern de La Haia va planejar a finals dels 70 posar en pràctica una nova divisió provincial que eliminaria les antigues regions, i per tant, dividiria Frísia. Les mobilitzacions foren un èxit i el pla fou finalment abandonat.

## Resultats electorals
La participació electoral del partit es limita a Frísia, on domina a la part occidental i nord-est de la part continental de la província.
| Any  | Vots   | %      | Escons | Pos. | Govern   |
| ---- | ------ | ------ | ------ | ---- | -------- |
| 1991 | 17,321 | 6.09%  | 3 / 55 | 5è   | Oposició |
| 1999 | 21,333 | 8.39%  | 4 / 55 | 5è   | Oposició |
| 2003 | 36,871 | 13.22% | 7 / 55 | 3r   | Oposició |
| 2007 | 28,225 | 10.68% | 5 / 43 | 4t   | Oposició |
| 2011 | 25,116 | 8.45%  | 4 / 43 | 5è   | Coalició |
| 2015 | 25,027 | 9.46%  | 4 / 43 | 5è   | Coalició |
| 2019 | 23,662 | 7.93%  | 4 / 43 | 5è   | Coalició |
| 2023 | 27,251 | 8.04%  | 4 / 43 | 4t   | Coalició |